# Albert Nikolajewitsch Benois

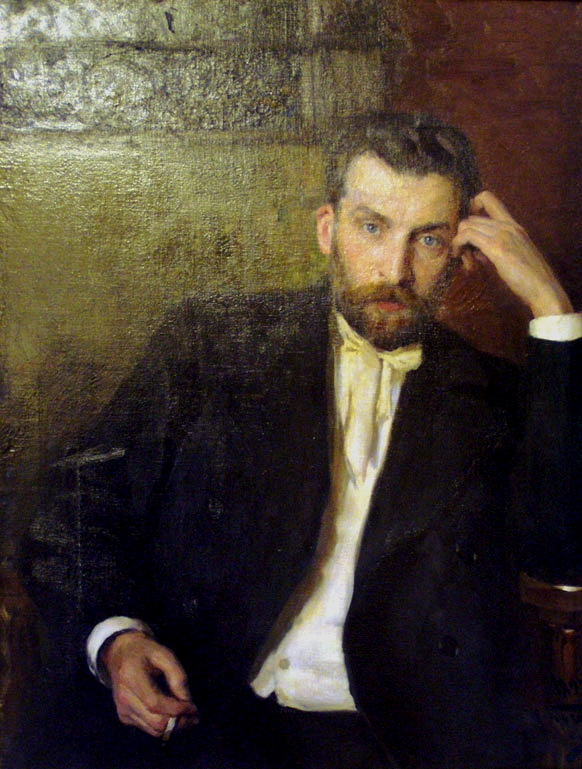
Albert Benois

Albert Nikolajewitsch Benois (russisch Альберт Николаевич Бенуа, Albert Nikolajewitsch Benua; * 14. März 1852 in Sankt Petersburg; † 16. Mai 1936 in Fontenay-aux-Roses) war ein russischer Aquarellmaler.
Die Familie Benois hatte verschiedene Künstler hervorgebracht. Albert war der älteste Sohn des Architekten Nikolai Benois, Bruder des Malers und Bühnenbildners Alexander Benois, Onkel der Malerin Sinaida Serebrjakowa, und Großonkel von Peter Ustinov. Alberts Tochter Maria heiratete den russischen Komponisten und Pianisten Nikolai Nikolajewitsch Tscherepnin (1873–1945). Ihr Sohn Alexander Nikolajewitsch Tscherepnin war ebenfalls Komponist und Pianist.

## Galerie

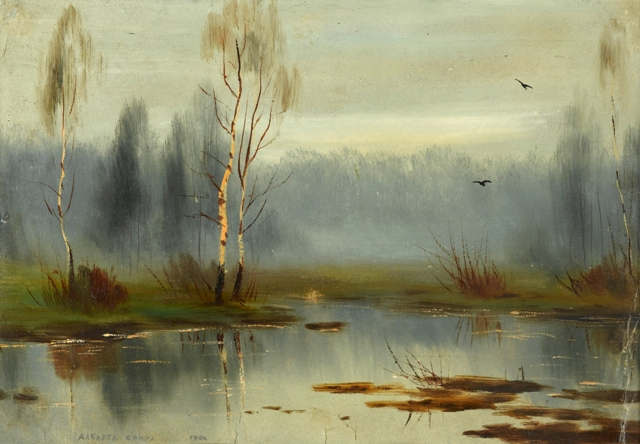
Silberbirken, 1904
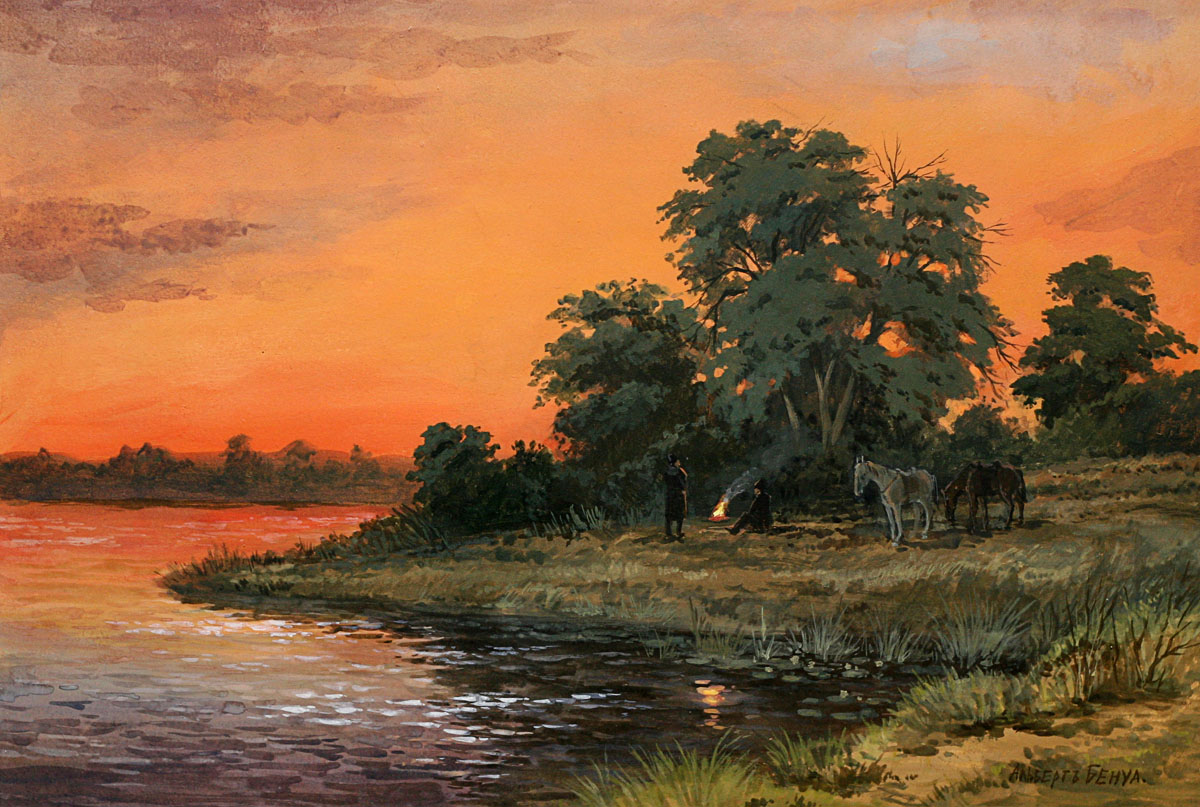
Reisende am Feuer
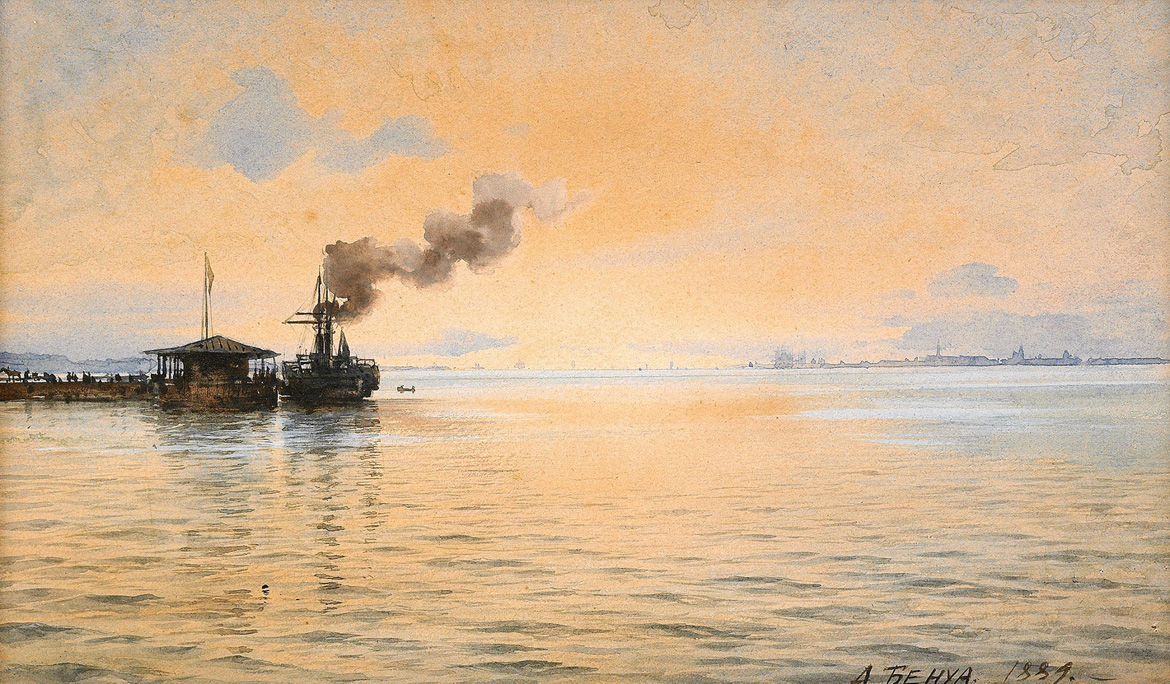
1889
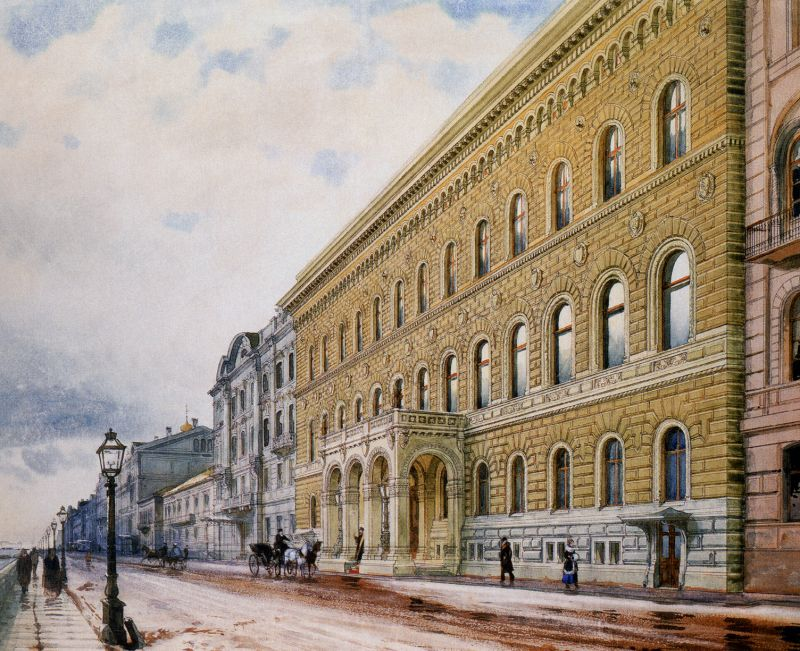
Wladimir-Palast in Sankt Petersburg, 1870er
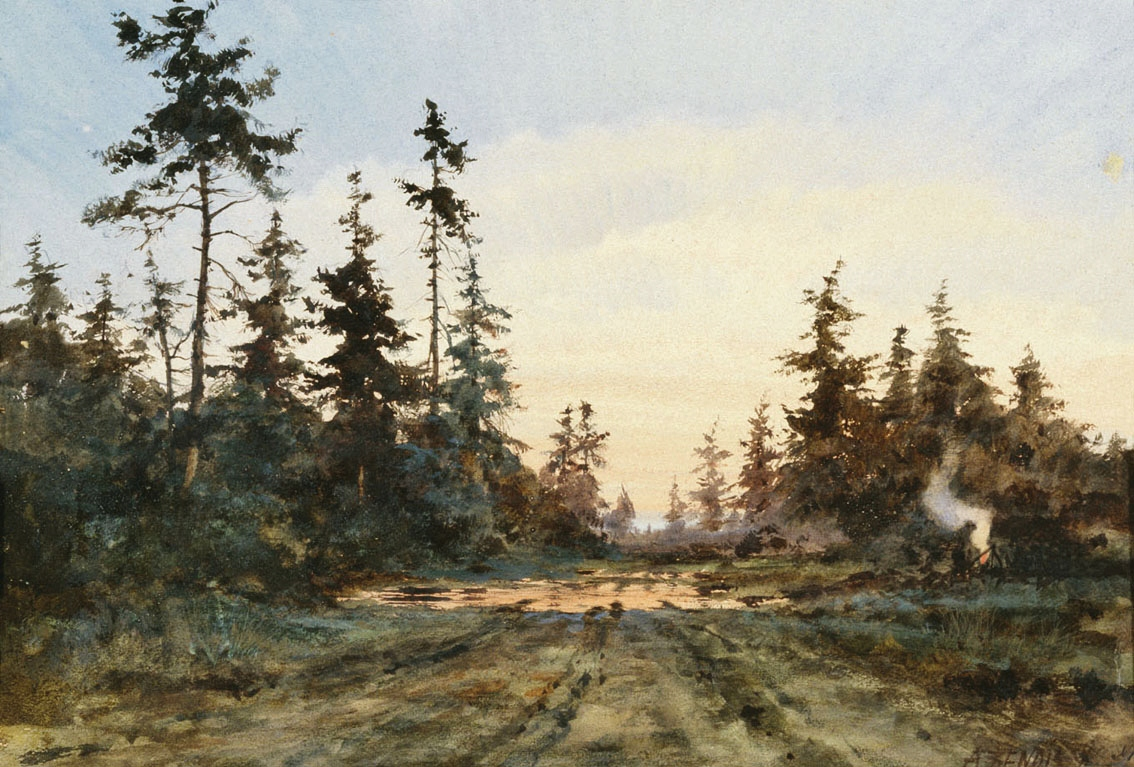
Baumgruppe
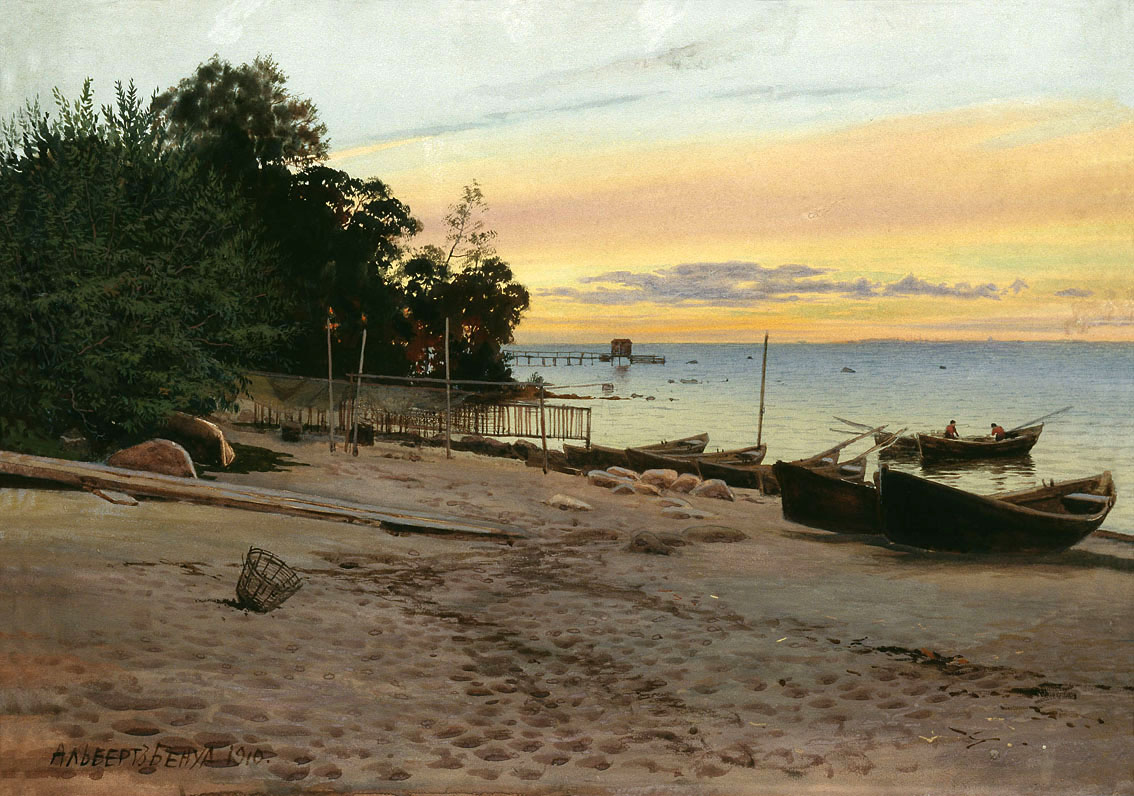
Abend an der Küste, 1910